# Poklondfalva
Poklondfalva  jelenleg (2023) Csíkszentkirály településrésze.
Első írásos említése az 1567-es regestrumból való, amikor külön faluként 11 kapuval említik Pokland ffalva néven. 
Tizesei:
- Felszeg (Rancz utca, Karimósarka),
- Oltmellyéke (Olt utca),
- Domb (Domb utca, Ravaszok utcája).

Mindhárom kis tizes utcájának végén fából készült keresztfa áll, amely jelzi az itt élők vallási hovatartozását, ragaszkodását ősei szent hitéhez. Legrégebbi a Dombon álló keresztfa, amelyet 1719-ben állítottak.
Poklondfalva területén található az Omlás nevezetű hely, a Zsögödi szoros déli részén, az Olt folyó jobb partján, ahol 1953-ban a kőbányában egy robbantás alkalmával felszínre kerültek az ún. csíkszentkirályi ezüstkincsek.
Több nyilvántartott régészeti területet is magába foglal ezen falurész, az itt végzett ásatások, leletek bizonyítják, hogy ősidők óta lakott település. 2005–2006-ban a Domb tizesben (a hajdani országút felett, a jelenlegi E578 európai út mentén) végzett ásatások során rekonstruálták a gróf Andrássy család udvarházának alapjait. 
2017. november 13-án, Csató Béla plébánossága idején szentelték fel Poklondfalva római katolikus templomát a magyar szentek és boldogok tiszteletére.